# Йоахім Мас
Йоахім Мас (нім. Joachim Mahs; 28 вересня 1758, Гамбург — 6 березня 1836, Санкт-Петербург) — німецький підприємець у Російській імперії.

## Походження
Йоахім Мас — син німецького підприємця, засновника російської лінії сімейства великих підприємців Гамбурга в Російській імперії XVIII — початку XX століття Йоганна Йоахіма Маса та дочки бургомістра петербурзької громади іноземних купців Фінляндії Хедвін Грен.

## Підприємницька діяльність
На початку 70-х років 18 століття Йоахім Мас, будучи ще неповнолітнім, заснував разом зі своїм батьком, вже знаним купцем Й. Й. Масом, компанію «Мас і Син», яка була однією з найбільших компаній на той час. Вона покривала 702259 рублів із загального обсягу експорту в 31, 8 млн. Компанія займалася в основному експортною торгівлею і посідала 10-те місце серед 40 великих експортерів світу.
Як і інші торгові агенти, Мас працював зі стабільним, але різноманітним асортиментом товарів. Експортувалися такі види сировини як коноплі, льон, смола, риб'ячий жир, поташ, метал, зерно, масло, а імпортували переважно предмети розкоші, фарби, текстиль. Крім цього Йоахім Мас завозив в Санкт-Петербург коней. Багато кораблів з товаром прибувало для Масів з Америки, що давало можливість торгувати імпортним цукром та кольоровими видами текстилю.
У 1793 році Йоахім купив село Моріно, що належало Петербурзькій губернії.
В 1794 році Йоахім разом зі своїм старшим братом Йоганном заснували компанію «Сини Маса», яка залишалася однією із провідних серед компаній, створених комерсантами гамбурзького походження в Санкт-Петербурзі аж до кінця XVIII століття. Спектр її контактів істотно розширився, виникли регулярні зв'язки з Великою Британією та Північною Америкою.
Йоган Мас, ще за життя батька, в 1779 році, став Генеральним Консулом Пруссії в Санкт-Петербурзі. Після його смерті цю посаду обіймав Йоахім Мас, але в 1800 році він її позбувся, оскільки на той час очолювана ним фірма збанкрутувала.
В 1795 році російська влада задекларувала капітал Йогана Маса в 16300 рублів, що дало можливість зарахувати його до 1-ї Гільдії, а в 1798 році — до 1-ї Петербурзької Гільдії.
Проживав Йоахім зі своєю великою родиною у власному будинку престижного району Санкт-Петербургу за адресою: Большая морская, 1. Офіс знаходився по цій же вулиці, в будинку № 17.
Йоахім Мас, переживши банкрутство, продовжував торгівлю в рамках місцевого товарообороту. З невідомих досі нам причин становий статус його понизився. В 1812 році він перейшов 2-у, а в 1816 році — в 3-ю гільдію петербурзького купецтва. Пізніше представники сімейства Мас змогли відновити і продовжити підприємницьку діяльність у великих масштабах. Цьому сприяли міцні родинні зв'язки як в Санкт-Петербурзі, так і за кордоном.
Реально набирати твердих форм бізнес почав вже в 20-х роках 19 століття.
Саме тоді була заснована компанія синів Йоахіма: Томаса (1793—1867), Александра (? — 1849), Ніколая (1806—1893) та Ернста (1807—1879) з фірмою Германа Шредера. Компанія мала назву «Мас і Ко».
В 1816 році Герман Шредер, власник великої гамбурзької компанії «Шредер і Ко», одружився з дочкою Йоахіма Маса — Росіною.
Томас, син Йогана Маса, в 1840 році одружився з Амалією Голідей, дочкою англійського торгового агента в Петербурзі.
Амалія Мас (1804—1857), дочка Йоахіма, стала дружиною гамбурзького торгового агента Йоганна Генріха Зурберга, який з 1885 року був комерційним директором фірми «Томас Мас і Ко» в Гамбурзі.
Хелена (1808—1852), дочка Йоахіма, одружилася з бізнесменом Йоганном Альбертом Боком (1796—1847), консулом Пруссії та Бельгії в Одесі.
На основі тісних зв'язків між Гамбургом, Одесою та англійськими купцями в Санкт-Петербурзі в 18 столітті формується бізнесове коло: Петербург — Гамбург — Лондон — Одеса.

## Громадська діяльність
Сім'я Йоахіма поза підприємницькою діяльністю брала активну участь у громадському житті міста та її діаспори. В 1794—1797 роках Йоахім був старостою євангельсько-лютеранської церкви Св. Петра. Особливо престижним була приналежність Маса до Англійського клубу в Санкт-Петербурзі, до якого в основному належали дворяни та верхівка купецтва.

## Сім'я
Йоахім Мас був одружений з Єлизаветою Сіверс (нім. Elisabeth Sievers; 1773—?), донькою знатного лібекського комерсанта Томаса Сіверса.
У шлюбі з Єлизаветою Сіверс народилося 14 дітей:
- Елізабет Мас (1791—?);
- Томас Мас (1793—1867) — співзасновник компанії «Мас і Ко», був одруженим з Амалією Голідей, дочкою англійського торгового агента в Петербурзі;
- Росіна Мас (1794—1865) — дружина Германа Шредера, власника великої гамбурзької компанії «Шредер і Ко»;
- Йоганн Йоахім Мас (1795—?);
- Джулія Мас (1796—?);
- Бернхард Мас (1798—?);
- Карл Мас (1800—?);
- Амалія Мас (1804—1858) — дружина гамбурзького торгового агента Йоганна Генріха Зурберга, який з 1885 року був комерційним директором фірми «Томас Мас і Ко» в Гамбурзі;
- Александр Мас (?—1849) — співзасновник компанії «Мас і Ко»;
- Ніколай Мас (1806—?) — співзасновник компанії «Мас і Ко»;
- Ернст Мас (1807—1879) — співзасновник компанії «Мас і Ко», був одруженим з Марією Вільгельміною Клуге (1813—1893);
- Георг Мас (1811—?);
- Хелена Мас (1808—?) — дружина бізнесмена Йоганна Альберта Бока (1796—1847), консула Пруссії та Бельгії в Одесі;
- Роберт Мас (1812—?).